# Alina Devecerski
Alina Natalie Devecerski (født 27. marts 1983) er en svensk sanger, sangskriver, danser og koreograf. 
Devercerski slog igennem i foråret 2012 med sangen "Flytta på dej" som blev en nummer et hit-single i både Sverige, Norge og Danmark. Den 19. november samme år udgav Devercerski sit debutalbum Maraton. Devecerski skriver sine sange sammen med Christoffer Wikberg. Udover sin musik arbejder hun også på at det kulturelle Hallonbergen.

## Biografi

### Baggrund
Alina Devercerski er opvokset i Sundbyberg, i Stockholms län og hun er af både finsk og serbisk herkomst. Hun begyndte sin musiske karriere i et pigeband som 19-årig. Efter i nogle år at have skrevet sange for andre, begyndte hun i 2010 at skrive materiale til sin egen solokarriere. Noget af hendes musikalske inspiration kommer fra Nirvana, Familjen, Kent og M.I.A.

### Gennembrud
I foråret 2012 slog Devercerski igennem med elektropopsinglen Flytta på dej, som blev udgivet digitalt 20. april. Sangen toppede på Sverigestoplistan og lå i to uger i top-tre på Sveriges Radio P3's Digilistan og Spotify samt DRs P3s Uundgåelige i uge 26, 2012 . Ifølge Deverceski selv handler sangen om "at forsøge at slippe af med min indre negative stemme, som forsøger at tage mig ned og holde mig tilbage med forskellige midler". Kort efter udgivelsen blev Devercerski booket på flere af de store festivaler i Sverige, heriblandt Hultsfredfestivalen den 15. juni, Peace & Love den 28. juni, Emmabodafestivalen den 27. juli og Storsjöyran den 28. juli. Den 6. juli samme år udkom efterfølgeren Ikväll skiter jag i allt, med en mere beskeden modtagelse med en 48. plads på Digilistan 5. august. Den 18. oktober 2012 indledte hun en nordisk turne, med 12 shows og start i København.
I mellemtiden havde Aftonbladet den 13. november premiere på musikvideoen til "Jag svär", en sang, der oprindeligt var b-side til Flytta på dej Den blev instrueret af Marcus Storm. Debutalbummet Marathon blev udgivet den 19. november, hvis titel refererer til den lange vej, det har været for Devecerski. Udover Devecerskis eksisterende samarbejde med Christoffer Wikberg, har hun også skrevet to af sangene sammen med Joakim Berg fra Kent. Albummet debuterede på med en 47'ende plads i Sverige og blev mødt med positiv kritik fra den svenske musikpresse med komplimenter.
Som den tredje single fra albummet var "De e dark nu" Sangen blev udgivet 14. januar 2013 og gik direkte ind på Sveriges Radio P3's A-liste og Karl Fredrik Virtanen udnævnte det til denne uges sang i Aftonbladet.

## Diskografi
- Flytta på dej (2012)
- Jag svär (2012)
- Ikväll Skiter Jag i Allt (2012)